# Harold William Attridge
Harold William Attridge (* 24. November 1946) ist ein US-amerikanischer Neutestamentler.

## Leben
Er erhielt einen A.B. vom Boston College (1967), ein B.A. und M. A. von der University of Cambridge (1969, 1973), an der er als Marshall-Stipendiat teilnahm, und Ph.D. von Harvard (1974). Er studierte auch an der Hebräischen Universität Jerusalem in den Jahren 1972–73.
Nach einem dreijährigen Stipendium in der Harvard Society of Fellows unterrichtete Attridge an der Perkins School of Theology der Southern Methodist University (1977–1985) und der University of Notre Dame (1985–1997), wo er auch als Dekan der College of Arts and Letters war. 1997 wechselte er zur Yale Divinity School, wo er zum Lillian Claus Professor für Neues Testament ernannt wurde. Von 2002 bis 2012 war er Dekan der Divinity School, bevor er wieder als Sterling Professor unterrichtete.
Attridge war 2001 Präsident der Society of Biblical Literature und 2011–2012 Präsident der Catholic Biblical Association. Im Jahr 2015 wurde er in die American Academy of Arts & Sciences gewählt. Die Yale Divinity School hat zu Ehren von Attridge und seiner Frau Janet einen Stipendienfonds eingerichtet.

## Schriften (Auswahl)
- First-century Cynicism in the Epistles of Heraclitus. Missoula 1976, ISBN 0-89130-111-9.
- The Epistle to the Hebrews. A commentary on the Epistle to the Hebrews. Philadelphia 1989, ISBN 0-8006-6021-8.
- The Acts of Thomas. Early Christian Apocrypha. Salem 2010, ISBN 9781598150216.
- Essays on John and Hebrews. Tübingen 2010, ISBN 9783161503191.